# Boiarșcina, Icinea
Boiarșcina (în ucraineană Боярщина) este un sat în comuna Iujne din raionul Icinea, regiunea Cernihiv, Ucraina.

## Demografie
Componența lingvistică a localității Boiarșcina
     Ucraineană (98,48%)
     Rusă (1,52%)
Conform recensământului din 2001, majoritatea populației localității Boiarșcina era vorbitoare de ucraineană (98,48%), existând în minoritate și vorbitori de rusă (1,52%).